# Lycaena henryae
Lycaena henryae är en fjärilsart som beskrevs av Cadbury 1938. Lycaena henryae ingår i släktet Lycaena och familjen juvelvingar. Inga underarter finns listade i Catalogue of Life.